# Berlingen (Zwitserland)
Berlingen is een gemeente en plaats in het Zwitserse kanton Thurgau, en maakt deel uit van het district Frauenfeld.

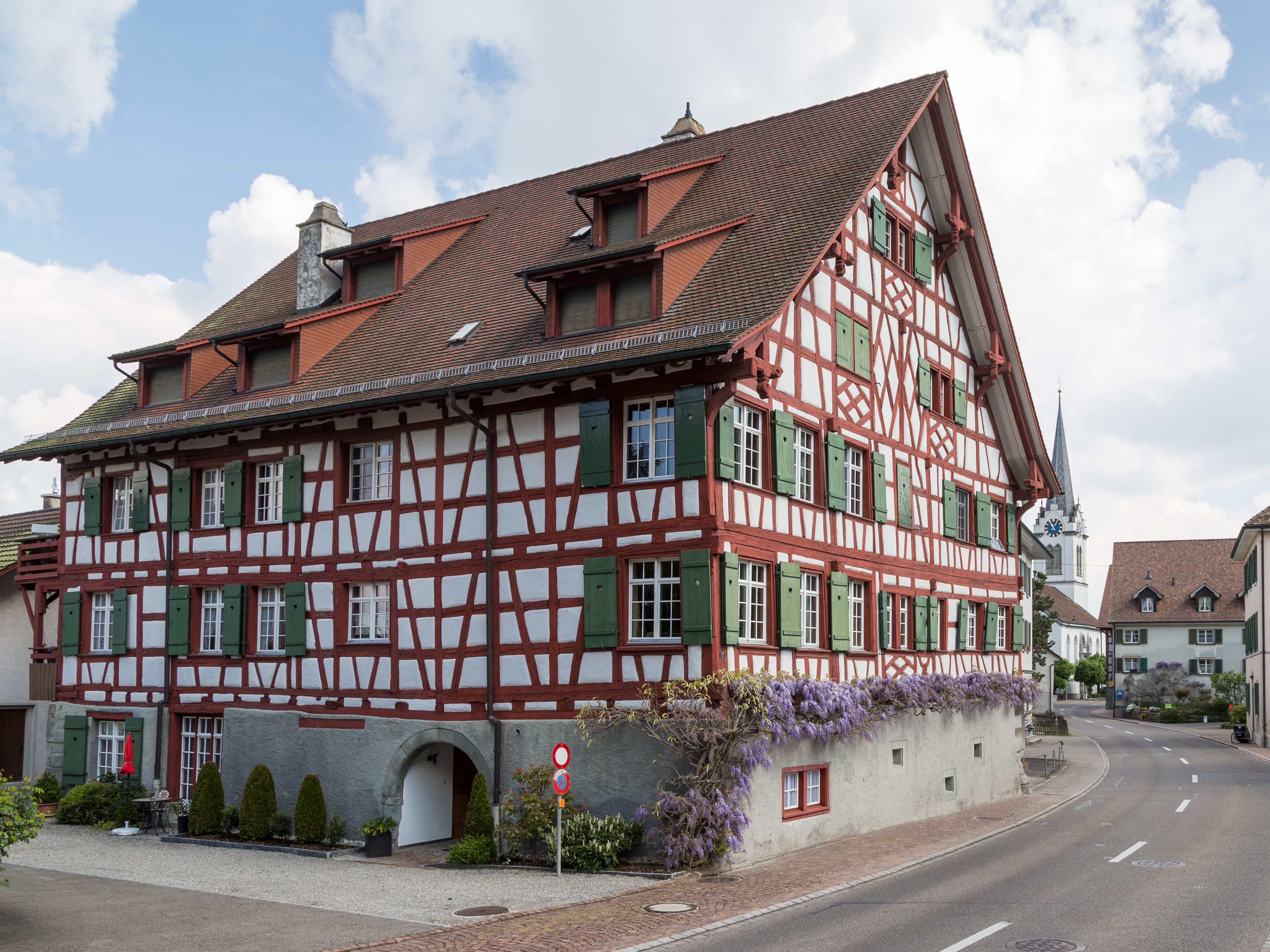
Kehlhof, gebouwd 1686

Berlingen telt 785 inwoners.